# Хлатикулу
Хлатикулу е град, който се намира в област Шиселвени в южен Есватини.

## География
Хлатикулу се намира над Grand Valley Estate в долината на река Mkhondvo, южно от главния път MR9, който води до Nkwene и Manzini. Главната улица в Хлатикулу е улица Assegai Inn. Градът е разположен на над 1210 метра надморска височина и има най-високата надморска височина в Есватини, което го прави най-студеният град в страната.

## Култура
Градът е дом на правителствената болница „Хлатикулу“ и църквите Свободни евангелски събрания Хлатикулу и Параклис „Христос Цар“. В северната част на селището се намира гимназия „Мхондво“.